# Філіпп Стамма

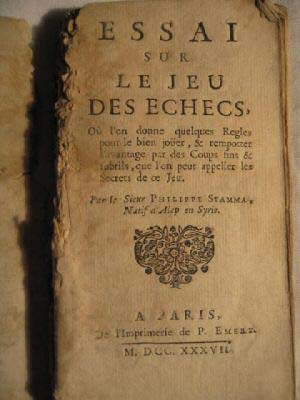
Philippe Stamma — Essai sur le jeu des echecs.JPG

Філіпп Стамма (приблизно 1705, Алеппо, Сирія — 1755) — англійський шахіст і шаховий композитор.
У 1720-х роках переїхав з Алеппо до Лондона.
Відомий своєю книгою «Досвід шахової гри, яка містить правила, як добре грати і добиватися вигоди за через ходи, які можна назвати секретами партії» (Париж, 1737). У ній автор представив 100 композицій, які нагадували позиції з практичних партій. У більшості випадків одній зі сторін загрожує неминучий мат, але кілька жертв кардинально змінювали ситуацію. Стамму вважають одним із винахідників алгебраїчної шахової нотації, яку він використав під час написання вищезазаначеної книги.
Друге видання книги вийшло у Лондоні 1745 року під назвою «Благородна гра в шахи». Воно було написане англійською мовою і доповнене 74-ма дебютними варіантами. Книга стала популярною і згодом була перекладена німецькою, італійською та голландською мовами.
Праці Стамми підвищили інтерес до шахових задач та етюдів. Багато композицій будував, спираючись на класичні принципи шатранджі — індійської гри, предка сучасних шахів.
Працював у Лондоні перекладачем зі східним мов для англійського уряду. У 1747 році провів матч зі славнозвісним Франсуа Філідором (+1 =1 -8).